# Arnaud de Borchgrave
Arnaud de Borchgrave (26 ottobre 1926 – 15 febbraio 2015) è stato un giornalista belga con cittadinanza statunitense specializzato in politica internazionale.

## Biografia
Ebbe una lunga carriera con la rivista Newsweek, per la quale realizzò diverse interviste con leader mondiali: nel 1969, ha intervistato sia il presidente Gamal Abdel Nasser d'Egitto che il primo ministro Levi Eshkol di Israele, e nell'ottobre 1972, durante la guerra del Vietnam, si recò ad Hanoi per parlare con il primo ministro e membro del Politburo Phạm Văn Đồng del Vietnam del Nord. Successivamente, ha ricoperto posizioni editoriali e dirigenziali chiave presso il Washington Times e la United Press International.
Legion d'Onore della Repubblica Francese, è stato uno dei membri fondatori di Newsmax Media.

## Ascendenza
|                                        |                   |                                               | Genitori                                |  |  | Nonni |  |  | Bisnonni                           |  |  | Trisnonni                            |  |
|                                        |                   |                                               |                                         |  |  |       |  |  | Paul de Borchgrave, conte d'Altena |  |  | Michel de Borchgrave, conte d'Altena |  |
|                                        |                   |                                               |                                         |  |  |       |  |  | Paul de Borchgrave, conte d'Altena |  |  | Michel de Borchgrave, conte d'Altena |  |
|                                        |                   | Joséphine Smits                               |                                         |  |  |       |  |  | Paul de Borchgrave, conte d'Altena |  |  |                                      |  |
| Paul de Borchgrave, conte d'Altena     |                   |                                               |                                         |  |  |       |  |  | Paul de Borchgrave, conte d'Altena |  |  |                                      |  |
|                                        |                   | Olympe d'Oultremont                           | Joseph, conte d'Oultremont              |  |  |       |  |  |                                    |  |  |                                      |  |
|                                        |                   | Olympe d'Oultremont                           | Joseph, conte d'Oultremont              |  |  |       |  |  |                                    |  |  |                                      |  |
|                                        |                   | Olympe d'Oultremont                           | Isabelle Charlotte Bonham               |  |  |       |  |  |                                    |  |  |                                      |  |
| Baudouin de Borchgrave, conte d'Altena |                   | Olympe d'Oultremont                           |                                         |  |  |       |  |  |                                    |  |  |                                      |  |
|                                        |                   | Arthur Marie Gabriel, conte di Passage        | Jean Baptiste Edouard, conte di Passage |  |  |       |  |  |                                    |  |  |                                      |  |
|                                        |                   | Arthur Marie Gabriel, conte di Passage        | Jean Baptiste Edouard, conte di Passage |  |  |       |  |  |                                    |  |  |                                      |  |
|                                        |                   | Arthur Marie Gabriel, conte di Passage        | Guislaine Sidonie Perrot de Fercourt    |  |  |       |  |  |                                    |  |  |                                      |  |
| Marie Sidonie Madeleine du Passage     |                   | Arthur Marie Gabriel, conte di Passage        |                                         |  |  |       |  |  |                                    |  |  |                                      |  |
|                                        |                   | Marie Claire Louise Albertine Van den Bossche | Charles Louis Gilles Van den Bossche    |  |  |       |  |  |                                    |  |  |                                      |  |
|                                        |                   | Marie Claire Louise Albertine Van den Bossche | Charles Louis Gilles Van den Bossche    |  |  |       |  |  |                                    |  |  |                                      |  |
|                                        |                   | Marie Claire Louise Albertine Van den Bossche | Octavie Marie Louise Van den Bossche    |  |  |       |  |  |                                    |  |  |                                      |  |
| Arnaud de Borchgrave                   |                   | Marie Claire Louise Albertine Van den Bossche |                                         |  |  |       |  |  |                                    |  |  |                                      |  |
|                                        | Charles Townshend | George Townshend                              |                                         |  |  |       |  |  |                                    |  |  |                                      |  |
|                                        | Charles Townshend | George Townshend                              |                                         |  |  |       |  |  |                                    |  |  |                                      |  |
|                                        | Charles Townshend | Jessie McKellar                               |                                         |  |  |       |  |  |                                    |  |  |                                      |  |
| Charles Vere Ferrers Townshend         | Charles Townshend |                                               |                                         |  |  |       |  |  |                                    |  |  |                                      |  |
|                                        |                   | Louise Graham                                 | John Graham                             |  |  |       |  |  |                                    |  |  |                                      |  |
|                                        |                   | Louise Graham                                 | John Graham                             |  |  |       |  |  |                                    |  |  |                                      |  |
|                                        |                   | Louise Graham                                 | …                                       |  |  |       |  |  |                                    |  |  |                                      |  |
| Audrey Dorothy Louise Townshend        |                   | Louise Graham                                 |                                         |  |  |       |  |  |                                    |  |  |                                      |  |
|                                        |                   | Louis Raphaël Cahen, conte d'Anvers           | Joseph-Mayer Cahen, conte d'Anvers      |  |  |       |  |  |                                    |  |  |                                      |  |
|                                        |                   | Louis Raphaël Cahen, conte d'Anvers           | Joseph-Mayer Cahen, conte d'Anvers      |  |  |       |  |  |                                    |  |  |                                      |  |
|                                        |                   | Louis Raphaël Cahen, conte d'Anvers           | Clara Bischoffsheim                     |  |  |       |  |  |                                    |  |  |                                      |  |
| Alice Cahen d'Anvers                   |                   | Louis Raphaël Cahen, conte d'Anvers           |                                         |  |  |       |  |  |                                    |  |  |                                      |  |
|                                        |                   | Louise de Morpurgo                            | Giuseppe de Morpurgo                    |  |  |       |  |  |                                    |  |  |                                      |  |
|                                        |                   | Louise de Morpurgo                            | Giuseppe de Morpurgo                    |  |  |       |  |  |                                    |  |  |                                      |  |
|                                        |                   | Louise de Morpurgo                            | Elisa Parente                           |  |  |       |  |  |                                    |  |  |                                      |  |
|                                        |                   | Louise de Morpurgo                            |                                         |  |  |       |  |  |                                    |  |  |                                      |  |